# William Jennings Bryan
William Jennings Bryan (Salem, Illinois állam, 1860. március 19. – Dayton, Tennessee, 1925. július 26.) meghatározó amerikai politikus, az Amerikai Egyesült Államok külügyminisztere 1913-tól 1915-ig.

## Élete

### Ifjúkora
Bryan 1860-ban született Illinois államban. Édesapja Silas Lillard Bryan, édesanyja Mariah Elizabeth (szül.: Jennings) Bryan. Édesanyja angol származású volt, s igen mély kötődés fűzte a gyökereihez. Vallásos baptista volt, ebben a szellemben nevelte fel fiát, William-et is. A fiú megtartotta ezen szokását és egész életében vallásos maradt.
Az általános iskolát szülőhelyén, Salemben végezte egészen tizenöt éves koráig. Ekkor ugyanis a Jacksonville-i Whipple Akadémián folytatta tanulmányait. Nevelői már ekkor észrevették feltűnően jó beszélő és szónoki képességeit, melyeknek későbbi politikai karrierje során nagy hasznát vette. Később a chicagói Jogi Egyetemen hallgatott jogot. A politikai iránt egyetemi évei végén kezdett érdeklődni. S nem sokkal ezután már csatlakozott is a Demokrata Párthoz.

### Politikai pályája
Főiskoláinak elvégzése után, 1887-ben Nebraska államba, Lincolnba költözött. Itt lett a Demokrata Párt tagja, s néhány évvel később kongresszusi képviselővé választották Bryant. Ezt a pozíciót 1895-ig meg is tartotta. Egy évvel pozíciójának elvesztése előtt 1894-ben versenybe szállt a szenátori székért, azonban nem választották meg.
1896-ban az országos demokrata elnökjelölő gyűlésen megnyerte az elnöki székhez szükséges indulási jogot, így a párt elnökjelöltje lett.
Az ezt követő három elnökválasztás idején a demokrata párt legfőbb jelöltjeként indult. Beszédeiben a munkások jogaiért állt ki és többször is felszólalt a nagyvállalatok vezetői ellen. Azonban sem 1900-ban, sem 1908-ban nem sikerült elnökválasztást nyernie.
1913-ban Woodrow Wilson elnök kormányában a külügyminiszteri tárcát kapta meg. A tisztséget 1915-ig töltötte be.

### Utolsó évei
A politikától nem vonult vissza és egészen 1925-ben bekövetkezett haláláig ismert közéleti személyiség maradt. Teremtéspártiként és az evolúciós tan ellenségeként 1925 június 10. és július 21. között Daytonban vádló ügyészként aktívan részt vett az ún. majomperben, ahol sikerült elítéltetnie a Darwin tanait oktató John T. Scopes középiskolai tanárt. Az ítélet kimondása utáni napokban is gyűléseket és beszédeket tartott Tennessee államban. Július 26-án daytoni szállásán, álmában érte a halál.

## Alakja játékfilmekben
Stanley Kramer 1960-as Aki szelet vet c. mozifilmjében Bryan fiktív karakterét, Matthew Harrison Bradyt az Oscar-díjas Fredric March alakítja. A film 1999-es remake-jében, a Daniel Petrie által rendezett Majomperben ugyanőt az Oscar-díjas George C. Scott formálja meg.

## Lásd még
- Amerikai Egyesült Államok
- Első világháború